# Пембертон Тауншип (Нью-Джерсі)
Пембертон Тауншип (англ. Pemberton Township) — селище (англ. township) в США, в окрузі Берлінгтон штату Нью-Джерсі. Населення — 26 903 особи (2020).

## Демографія
Згідно з переписом 2010 року, у селищі мешкало 27 912 осіб у 9997 домогосподарствах у складі 7074 родин. Було 10749 помешкань
Расовий склад населення:
| - 67,5 % — білих - 20,5 % — чорних або афроамериканців - 2,9 % — азіатів - 0,4 % — корінних американців - 0,1 % — вихідців з тихоокеанських островів - 3,0 % — осіб інших рас |

До двох чи більше рас належало 5,6 %. Частка іспаномовних становила 11,9 % від усіх жителів.
За віковим діапазоном населення розподілялося таким чином: 24,6 % — особи молодші 18 років, 63,7 % — особи у віці 18—64 років, 11,7 % — особи у віці 65 років та старші. Медіана віку мешканця становила 36,5 року. На 100 осіб жіночої статі у селищі припадало 99,2 чоловіків;  на 100 жінок у віці від 18 років та старших — 97,1 чоловіків також старших 18 років.
Середній дохід на одне домашнє господарство  становив 70 218 доларів США (медіана — 61 039), а середній дохід на одну сім'ю — 79 265 доларів (медіана — 72 300). Медіана доходів становила 51 150 доларів для чоловіків та 38 875 доларів для жінок. За межею бідності перебувало 11,9 % осіб, у тому числі 19,2 % дітей у віці до 18 років та 5,4 % осіб у віці 65 років та старших.
Цивільне працевлаштоване населення становило 11 585 осіб. Основні галузі зайнятості: освіта, охорона здоров'я та соціальна допомога — 27,4 %, публічна адміністрація — 15,0 %, роздрібна торгівля — 10,5 %, виробництво — 7,8 %.